# James Vlassakis
James Spyridon Vlassakis (24 december 1979) is een Australische seriemoordenaar die een levenslange gevangenisstraf uitzit voor zijn aandeel in de Snowtown Murders. Samen met John Bunting, Robert Wagner en Mark Haydon was hij verantwoordelijk voor ten minste elf martelpartijen en moorden tussen 1992 en 1999.
Vlassakis bekende in 2001 de moorden op David Johnson, Troy Youde, Gary O'Dwyer en Frederick Brooks, waarvoor hij aangeklaagd was. De eerste twee waren zijn halfbroers. Vlassakis verklaarde tijdens de rechtszaak dat Youde hem misbruikt had en dat hij dacht dat Bunting hem zou helpen hem een pak slaag te geven. Toen bleek dat Bunting Youde dood wilde hebben, hielp Vlassakis met het aantrekken van het touw rond diens nek.

## Getuigenis
Gedurende het proces diende Vlassakis als sleutelgetuige om Wagner en Bunting te veroordelen. Hij zag Bunting oorspronkelijk als een soort vader, maar voelde zich steeds meer bedreigd door hem. Vlassakis zit vast in eenzame opsluiting en heeft alleen contact met de cipiers, omdat er gevreesd wordt voor zijn leven.